# Dinteranthus
A Dinteranthus a szegfűvirágúak (Caryophyllales) rendjébe, ezen belül a kristályvirágfélék (Aizoaceae) családjába tartozó nemzetség.

## Előfordulásuk
A Dinteranthus-fajok természetes körülmények között kizárólag a Dél-afrikai Köztársaságban és Namíbiában találhatók meg.

## Rendszerezés
A nemzetségbe az alábbi 7 faj tartozik:
- Dinteranthus inexpectatus (Dinter) Schwantes
- Dinteranthus microspermus (Dinter & Derenberg) Schwantes - típusfaj
- Dinteranthus pole-evansii (N.E.Br.) Schwantes
- Dinteranthus puberulus N.E.Br.
- Dinteranthus vallis-mariae (Dinter & Schwantes) B.Fearn
- Dinteranthus vanzylii (L.Bolus) Schwantes
- Dinteranthus wilmotianus L.Bolus